# 劉庶
劉庶（?—？），直隶宛平人，清朝政治人物。举人出身。
雍正五年，擔任廣東廣州府永安縣知縣（現紫金縣知縣）。后由徐允平接任。雍正七年（1729年），擔任清朝廣州府南海縣知縣。后由魏綰接任。